# GOG.com

Logo bis 2014

GOG.com (ehemals Good Old Games) ist eine mehrsprachige Vertriebsplattform für Computerspiele und Filme im Internet, verfolgt also das Vertriebsmodell der digitalen Distribution. GOG.com wurde im Jahr 2008 vom polnischen Unternehmen CD Projekt gestartet und wird von GOG sp. z o.o., einem Schwesterunternehmen von CD Projekt, mit Sitz in Warschau geführt.

## Konzept
GOG.com bietet hauptsächlich bekanntere, ältere PC-Spiele an, die es meist nicht mehr im Einzelhandel zu kaufen gibt und kann damit als ein Teil des Phänomens des Retrogamings betrachtet werden. Alle Spiele werden ausschließlich als Download angeboten, auf den letzten Stand gepatcht und für die Plattformen Windows XP, Windows Vista, Windows 7, Windows 8 sowie macOS (seit dem 18. Oktober 2012) und Linux (seit dem 19. August 2014) angepasst. Für die ab Februar 2011 neueingestellten Spiele wird die Kompatibilität zu Windows 7 garantiert, bei bereits zuvor verfügbaren Spielen ist diese nur teilweise gegeben. Seit dem Erscheinen von Windows 8 werden die meisten neu aufgenommenen Spiele auch für dieses System angepasst. Geschäftsidee hinter GOG.com ist, dass mit der Möglichkeit des preisgünstigen Vertriebs und Bereithaltung von Software über die Digitale Distribution auch der kommerzielle Vertrieb von „exotischer“ Software, wie Computerspiele, die inzwischen Abandonware sind, wieder ökonomisch sinnvoll wird.
Im Gegensatz zu anderen Online-Verkaufsplattformen – wie z. B. Steam – hat sich GOG.com der Philosophie verschrieben, alle angebotenen Spiele DRM-frei anzubieten, um den Kunden maximale Freiheiten in der Verwendung des gekauften Produkts zu bieten. Kunden sollen auch nicht durch Internet-Zwang oder die Notwendigkeit von speziellen Downloadmanagern oder -clients gegängelt werden. Da GOG.com auf Standard-Browser-Technologie setzt und keinen spezifischen Client voraussetzt, sind auch versteckte Beeinträchtigungen des Verbraucher- und Datenschutzes durch Informationsausspähung und -weitergabe – wie bei anderen Anbietern möglich – ausgeschlossen.
Zu Spielen wird generell zusätzliches Bonusmaterial wie Soundtracks (teilweise im verlustlosen FLAC-Format), Handbücher als PDF, Desktophintergründe und Entwicklungsinterviews angeboten. Auch ein Nutzer-Support gehört zum Gesamtpaket dazu. Das Angebot ist überwiegend englischsprachig, wird jedoch durch international mehrsprachig vertriebene Versionen von Spielen ausgebaut, eigens lokalisierte Versionen werden nicht angeboten.
Um ein Spiel zu erhalten, ist eine kostenlose Registrierung nötig, die auch für das Internetforum gültig ist. Alle erworbenen Spiele stehen dem Kunden jederzeit als Download zur Verfügung, auch falls die Spiele aus dem Vertrieb genommen werden. Es wird ein 30-Tage-Rückgaberecht geboten, jedoch keine Weiterverkaufsmöglichkeit, wie z. B. bei Green Man Gaming. Inzwischen bietet GOG.com Spiele auch als (unpersonalisierte) Lizenzschlüssel (Redeem Code) an, welche beliebig weitergegeben werden können (z. B. als Geschenk) und erst später einem GOG.com-Account dauerhaft zugeordnet werden. Die Bezahlung ist per VISA, Mastercard, Paysafecard, PayPal, Sofortüberweisung und einigen anderen digitalen Zahlungsdienstleistern möglich.

## Technik
Um Spiele, die für jahrzehntealte Hardware- und Softwareplattformen entwickelt wurden, auf modernen PC-Systemen zum Laufen zu bringen, verfolgt GOG.com mehrere Ansätze. Wo verfügbar und möglich, werden im Quellcode oder bei den Installationsskripten Kompatibilitätsanpassungen durchgeführt, wie z. B. bei Divine Divinity. Wo nicht verfügbar oder zu aufwendig, werden Emulatoren wie der MS-DOS-Emulator DOSBox oder der Scumm-Emulator ScummVM verwendet. Durch den Nebeneffekt der Applikationsvirtualisierung bei Emulatoren wird auch eine Spielenutzung unter anderen Betriebssystemen (z. B. Linux) möglich, da Emulatoren häufig plattformunabhängig entwickelt sind. Teilweise kommen notwendige Spiel-Patches auch aus der Spieler-Community selbst, sogenannte Fan- oder Community-Patches, so werden Spiele wie Planescape: Torment oder Arcanum: Von Dampfmaschinen und Magie erst durch diese technisch auf ein spielbares Niveau gehoben.

## Geschichte
2008 wurde GOG.com unter dem Namen Good Old Games erstmals vorgestellt und begann, im Rahmen einer Betaphase Spiele anzubieten, die vor allem zwischen 1995 und 2000 erschienen waren, also am Ende der DOS- und zu Beginn der Windows-Ära. Es wurde ein einfaches Preisschema mit drei Standardpreisklassen eingeführt: Neben den sechs gratis erhältlichen Spielen wurden Downloads entweder für 5,99 USD oder für 9,99 USD angeboten, wobei in einigen Fällen ältere Titel einer Spieleserie auch in einem Downloadpaket gebündelt wurden. Ausnahmen von dieser Preisgestaltung bildeten Werbeaktionen, bei denen auf Spiele zu einem bestimmten Thema oder eines bestimmten Publishers über einen begrenzten Zeitraum ein Rabatt gewährt wurde. Diese Werbeaktionen finden auch heute noch beinahe jede Woche statt und gelten meist für den Zeitraum eines Wochenendes.

### Umstrittene Werbeaktion 2010
Zum Abschluss der Beta-Phase im September 2010 wurde die Seite geschlossen und eine mehrdeutige Nachricht auf die Seite gestellt, wonach das Angebot „in seiner jetzigen Form“ nicht mehr weiterbestehen könne. Dies entpuppte sich zunächst durch Mitteilungen der Seitenbetreuer und später auch durch den Weiterbetrieb der Seite als eine im Internet kontrovers diskutierte Marketingaktion.

### Relaunch nach Beta
Am 23. September 2010 wurde die Website mit neuem Design gestartet und die Beta-Phase beendet. Während der Einführungspräsentation verkleideten sich der GOG Co-Gründer Marcin Iwinski und Direktor Guillaume Rambourg als Mönche um für ihre Sünden bei der umstrittenen Werbeaktion 2010 zu büßen.
Seit 2008 wurden bereits über 5,8 Millionen Spiele heruntergeladen, wobei erneute Downloads nicht gezählt wurden. Mehr als 50 % der Verkäufe wurden durch Kunden aus den Vereinigten Staaten erzielt. 2011 befanden sich über 300 Spiele im Sortiment, am 17. Januar 2013 wurde das 500ste Spiel in den Katalog aufgenommen. Das Angebot wird gewöhnlich dienstags, manchmal zusätzlich auch donnerstags, um ein bis zwei Titel erweitert.

### Vollpreis-Spiele
2011 wurde als Versuch einer Konzepterweiterung das Spiel The Witcher 2: Assassins of Kings zum Vollpreis – aber ebenfalls ohne DRM – angeboten. Dieses Spiel wurde von der eigenen Entwicklungsabteilung CD Projekt Red entwickelt. Das Experiment war erfolgreich, einerseits wurden bis März 40.000 Einheiten verkauft, andererseits war der Anteil der DRM-freien GOG-Version an den erstellten Raubkopien des Spiels nur gering. Deshalb wurde Ende 2011 angekündigt, dass in Zukunft vermehrt neuere Spiele (frühe Windows-Ära) als auch Spiele in der Erstvermarktung (wie The Witcher 2) angeboten werden sollen.

### SOPA-Boykott
Im Januar 2012 sprach sich das ansonsten nach eigenen Angaben politisch neutral bleibende GOG gegen die umstrittenen Gesetzesentwürfe SOPA und PIPA in den Vereinigten Staaten aus und forderte Leser zum Einspruch bei Politikern auf, da diese ineffektiv gegen Urheberrechtsverstöße seien und die Freiheit des Internets einschränken würden, wodurch auch GOG.com betroffen werden könnte. SOPA sei digitaler Rechteverwaltung ähnlich. Komplettlösungen und Let’s Plays würden illegalisiert und nur ehrliche Kunden eingeschränkt, während Piraten de facto weiterhin über Peer-to-Peer-Netzwerke und One-Click-Hoster illegal an geschütztes Material gelangen könnten.

### Ausdehnung des Geschäftsfelds 2012
Nach der Ankündigung, das Sortiment von Good Old Games zukünftig um aktuelle Produkte erweitern zu wollen, erfolgte im März 2012 die Umstellung. Mit Trine, The Whispered World und Legend of Grimrock wurden die ersten aktuelleren Spiele anderer Unternehmen ins Sortiment aufgenommen. Da durch die Ausweitung des Geschäftsfelds die ursprünglich Bezeichnung des Portals (Good Old Games) hinfällig wurde, firmiert das Unternehmen seither ausschließlich unter dem Namen der Website-URL als GOG.com. Mit dem Verkauf von 17.000 Einheiten von Legend of Grimrock innerhalb eines Monates wurde das Modell des Absatzes auch von neuen Spieletiteln von Dritten als erfolgreich eingestuft und die Einführung weiterer Titel von unabhängigen Entwicklungsstudios angekündigt. Ab Oktober 2012 begann GOG.com macOS als zweite Plattform zu unterstützen, beginnend mit einem Angebot von 50 Titeln, welches inzwischen sukzessive erweitert worden ist.

### System Shock 2
Am 13. Februar 2013 wurde bekannt, dass es nach jahrelanger Recherche gelungen war, einen durch besonders komplizierte Lizenzverhältnisse niemals wieder veröffentlichbar geglaubten Titel, System Shock 2, aus dem Zustand der Abandonware zu holen. System Shock 2 wurde am 14. Februar 2013 in einer aufbereiteten Version auf GOG.com in der deutsch- und englischsprachigen Fassung verfügbar, wobei das neu gegründete Studio Nightdive Studios, dessen Gründer Stephen Kick die Rechte privat gesichert hatte, eine wichtige Rolle spielte.

### Rückgaberecht
Am 9. Dezember 2013 führte GOG.com ein Rückgaberecht mit Kaufpreiserstattung bei technischen Problemen innerhalb von 30 Tagen ein oder falls ein gekauftes Spiel noch nicht heruntergeladen wurde.

### 2014
Im März 2014 gab Gog.com bekannt, in Zukunft auch Linux als Plattform unterstützen zu wollen. Es wurde angekündigt, anfangs Ubuntu und Mint zu bedienen. Zum angepeilten Start im Herbst 2014 sollten mindestens 100 Titel für die Plattform zur Verfügung stehen und dort nativ laufen. Hierunter sollten sowohl aktuelle Spiele fallen, die bereits auf GOG.com zu kaufen waren und offizielle Linux-Unterstützung durch den Hersteller beinhalten, als auch neue Titel, die erstmals auf GOG.com erscheinen.
Im Juli 2014 wurde von offizieller Seite die sofortige Unterstützung der Distributionen Ubuntu 14.04 LTS und Mint 17 für 50 Spiele bekannt gegeben. Die Spiele werden sowohl als Debian-Paket als auch als (plattformunabhängige) komprimierte Tarball-Archivdateien angeboten. GOG.com wollte bis zum Herbst weiterhin mindestens 100 Spiele für Linux anbieten. Als Begründung für den vorzeitigen Start gab man an, man sehe keinen Sinn darin, die Unterstützung zu verzögern, nur um der Öffentlichkeit eine schön aussehende Zahl präsentieren zu können. Mit dem Beginn der Unterstützung der Plattform wurde eine der am häufigsten geforderten Funktionen auf der Community Wishlist auf „completed“ gesetzt.
Das Ziel der 100 unterstützten Spiele wurde im Oktober 2014 erreicht.
Im August 2014 präsentierte GOG.com ein neues Design, bei dem Spielepreise in lokalen Währungen oder optional in US-Dollar angezeigt werden konnten. Preisdifferenzen für Titel, bei denen ein regionaler Preis fest vorgeschrieben war, wurden dabei durch sogenannten Store Credit ausgeglichen, der eine Gutschrift für zukünftige Käufe auf der Vertriebsplattform darstellte. Die Einführung lokaler Preise war zuvor bereits bei mehreren neuen Titeln vorgenommen worden. Zusätzlich wurden mit der Design-Überarbeitung mehrere neue Bezahlmethoden eingeführt.
Im Rahmen der Umstellung begann GOG mit dem Angebot von DRM-freien Filmdateien zum Download oder Stream, wobei nach einer Nachrichtenmeldung des Händlers zunächst ein einheitlicher Preis für die meisten Titel angestrebt werde. In dem Startaufgebot aus 21 Dokumentarfilmen, die sich meist um Computerspiele drehen, werden die beiden Filme TPB AFK: The Pirate Bay Away From Keyboard und The Art of Playing kostenlos angeboten. Die Auflösung der Filme beträgt 1080p (1920×1080 Pixel) oder 720p (1280×720 Pixel), wobei zusätzlich jeweils ein Download in 576p bereitsteht, der vorrangig für Kunden mit beschränkter Internetbandbreite oder Volumentarifen gedacht ist.
Der schwedische Publisher Nordic Games zog sich zeitgleich aus der Vertriebskooperation mit CD Projekt zurück, weshalb seine Titel Anfang September 2014 aus dem Portfolio des Onlinehändlers entfernt wurden. Als Grund wurde das angepasste Modell von GOG.com („Fair Price Package“) bzgl. regionaler Preise vom Publisher angegeben. Im Mai 2015 kehrte Nordic Games zurück zu GOG.com.
Im September 2014 begann GOG.com damit, Amiga-Spiele aus dem Cinemaware-Katalog anzubieten, mit Defender of the Crown als erstem Titel. Technisch geschieht dies durch die Bündelung mit Cinemawares eigenem Amiga-Emulator, genannt Rocklobster.
Im Rahmen einer CD-Projekt-Veröffentlichung im Juni 2014 wurde angekündigt, dass GOG.com eine Steam-ähnliche Clientsoftware namens GOG Galaxy für Windows, Mac und Linux erhalten würde. Der Client sollte Verkaufsseiten-, Softwareverteilungs- und Social-Network-Funktionalität enthalten, jedoch dem Prinzip der DRM-Freiheit verpflichtet bleiben. Im Oktober 2014 begann eine offene Betaphase des Multiplayer-Teils der GOG-Galaxy-Clients, begleitet vom frei verfügbaren Spiel Aliens versus Predator (1999er-Version). Im Juli 2015 wurde der GOG-Galaxy-Beta-Client von PC Gamer positiv rezensiert; besonders wurde der Anwenderfokus im Vergleich mit dem Client eines anderen Anbieters hervorgehoben. Eine Veröffentlichung des Clients für Linux steht trotz Ankündigung weiterhin aus (Stand Februar 2019).
Im Oktober 2014 gelang es GOG.com, mit Disney einen weiteren großen Verleger als DRM-freien Partner zu gewinnen. Mit dieser neuen Partnerschaft begann GOG.com mit der Veröffentlichung einiger der am häufigsten gewünschten Spieletitel, z. B. aus dem LucasArts-Katalog oder dem Star-Wars-Universum. Es wurden über 20 Titel angekündigt; begonnen wurde mit sechs Spielen, darunter Star Wars: X-Wing, Sam & Max Hit the Road und The Secret of Monkey Island: Special Edition.
Zudem gelang es GOG.com durch ein Abkommen mit Disney im Oktober 2017, die Multiplayer-Server für Star Wars: Battlefront 2 und Star Wars: Empire at War zu reaktivieren, welche plattformübergreifendes Spielen mit Steam ermöglichen.

### Deutsche Veröffentlichung/Regionale Einschränkung des Angebots
Am 26. Februar 2015 startete GOG.com einen deutschsprachigen Webauftritt, kurz nach der Einführung eines französischen Auftritts. Abgesehen von der Lokalisierung der Website bot man den deutschsprachigen Kunden in Deutschland produzierte Spiele sowie ein eigenes Forum und deutschsprachigen Kundendienst.
Diese Änderung ging mit einer weiteren Neuerung einher: Drei Spiele wurden für deutsche Kunden mit Hilfe von Geolocks bzw. Region Locks für Käufer aus Deutschland gesperrt. Dies geschah, im Gegensatz zur Implementierung beim Konkurrenten Steam, welcher Region Locks ohne rechtliche Notwendigkeit für alle Spiele bereitstellt, nur um den rechtlichen Anforderungen zu genügen und einer Klage zuvorzukommen.
Bei den betroffenen Spielen handelt es sich um die ersten drei Teile der Commandos-Reihe: Commandos: Hinter feindlichen Linien sowie Commandos 2: Men of Courage und Commandos 3: Destination Berlin (die letzteren beiden werden als ein Spielpaket angeboten). Gegen die Originalfassung des ersten Teils erging in Deutschland am 24. Juni 1999 ein Beschlagnahmebeschluss vom Amtsgericht Kassel (Aktenzeichen 32Js32822.9/98-201Gs). Sie unterliegt daher in Deutschland einem Verbreitungsverbot.
Im Juni 2016 sperrte die Plattform ohne Vorwarnung 31 Computerspiele für deutsche IP-Adressen. Viele dieser Spiele stehen entweder auf dem Index der Bundesprüfstelle für jugendgefährdende Medien oder haben Probleme mit der angepassten deutschen Version. Das Portal gab keinen Grund zur Sperrung an und Spieler, die bereits zuvor einen nun gesperrten Titel gekauft hatten, können diesen auch noch weiterhin spielen. Trotzdem sorgte dies für Kritik, da die Sperren durch eine Altersverifikation hätten verhindert werden können.

### Bethesda Softworks
Am 26. August 2015 schloss sich Bethesda Softworks mit einigen klassischen PC-Titeln GOG.com an: id Softwares Doom und Quake, Fallout (erneut), sowie auch klassische Elder-Scrolls-Titel wurden verfügbar. Dies geschah zur Überraschung der Beobachter, da seit der Entfernung der Fallout-Titel 2014 Bethesda keine Bewegung in Richtung GOG.com gezeigt hatte. Gleichzeitig sperrte GOG.com auf Wunsch von Bethesda Softworks den Vertrieb einiger dieser Spiele für deutsche IP-Adressen. Dies war vor der allgemeinen Sperre für indizierte Titel im Juni 2016 und sorgte für Kritik, da keine rechtliche Notwendigkeit bestand.

### Entwicklung ab 2018
Nach eigenen Angaben begann GOG.com im Oktober 2018 mit einer Umstrukturierung des Unternehmens mit dem Ziel, die Profitabilität zu erhöhen. Im Rahmen dieser Maßnahmen wurden im Februar 2019 10 % der Belegschaft entlassen.
Im Dezember 2020 sorgte Cyberpunk 2077 für Kontroversen, weil einige Goodies ausschließlich mit dem GOG-Galaxy-Client nutzbar waren. Insbesondere weil es sich bei Cyberpunk 2077 um einen Singleplayertitel handelt, wurde diese Maßnahme vielfach als DRM angesehen und kritisiert.

### GOG Galaxy 2.0
Nachdem der GOG-Galaxy-Client die Betaphase im Jahr 2017 verlassen hatte, wurde er um wichtige Funktionen erweitert. Diese sind zum Beispiel das Speichern von Spielständen in der Cloud, das Anbieten eines Installationsprogramms, Rabattaktionen und kostenlose Spiele, überarbeitete Möglichkeiten in den Nutzerprofileinstellungen, der Freundeverwaltung, der Feed-Gestaltung und den Kommunikationsmöglichkeiten sowie die Einführung des eigenen Bezahlsystems GOG Wallet.
Auf der Electronic Entertainment Expo (E3) 2019 kündigte GOG.com dann an, dass sie ihren Client so optimieren wollen, dass auch Spiele von anderen Stores dort verwaltet werden können. Die unterstützten Stores sollen unter anderem Steam, Origin und der Epic Games Store sein, benötigen allerdings teilweise inoffizielle, externe Plugins. Der Client der anderen Stores muss dabei weiterhin installiert sein. Auch PlayStation-4-Spiele sollen sich verwalten lassen. Xbox-One- und Nintendo-Switch-Spiele sollen künftig ebenfalls unterstützt werden.
Durch eine zentrale Spielverwaltung soll es übersichtlicher werden, Spiele zu verwalten, die sonst nur in einem Store erwerblich sind und deren Clients bindend benötigt werden. Zu der Verwaltung der Spiele soll auch die Übersicht über Errungenschaften in den Spielen zählen. Eine Kommunikation zwischen Nutzern von anderen Stores und deren Profilansicht soll ebenfalls möglich sein.
Für Kritik sorgte die Unausgereiftheit der neuen Version, die wesentlich fehlerbehafteter war als ihre Vorgängerversion 1.2. Insbesondere das Zwangsupdate auf Version 2.0 stieß hierbei auf Unmut.

## Rezeption und Marktanteil
In einem Artikel vom 11. November 2011 veröffentlichte das Computerspielmagazin PC Gamer Statistiken der digitalen Verkäufe von The Witcher 2: Assassins of Kings über verschiedene Distributionskanäle, u. a. GOG.com. Laut PC Gamer, wurde das Spiel über die Anbieter Direct2Drive, Impulse und Gamersgate zusammen 10.000-mal abgesetzt (4 %), GOG verkaufte 40.000 Kopien (16 %), während Steam über den gleichen Zeitraum 200.000 Kopien (80 %) vertrieb. Dabei ist zu bedenken, dass GOG.com dem Hersteller des Spiels gehört und diese Statistiken daher nicht allgemein repräsentativ für die anderen bei GOG.com erhältlichen Spiele sind.
Im Februar 2013 gab der Entwickler von Defenders Quest die Erlöse nach drei Monaten Verkauf und Vertrieb über mehrere digitale Distributionslösungen und Direktvertrieb bekannt. Nach den veröffentlichten Zahlen war GOG.com mit 8,5 % der zweitwichtigste digitale Distributor nach Konkurrent Steam.
Bis zum 9. Juni 2015 gelang es GOG.com, vom Spiel The Witcher 3: Wild Hunt mit 690.000 verkauften Einheiten deutlich mehr abzusetzen als der größte Distributor Steam (ca. 580.000 Einheiten) und alle anderen Digitalen Distributoren zusammen. Auch hier ist zu bedenken, dass GOG.com dem Hersteller des Spiels gehört, die Einzelhandelsversion für Updates bei GOG.com registriert werden musste und diese Statistiken daher nicht allgemein repräsentativ für die anderen bei GOG.com erhältlichen Spiele ist.
GOG.com verfügte im Juni 2023 über 7300 DRM-freie Produkte in seinem Portfolio von mehr als 1000 Anbietern.